# Edeklerci
Edeklerci (makedonsky: Едеклерци) je neobydlená vesnice v Severní Makedonii. Nachází se v opštině Štip ve Východním regionu.

## Demografie
Podle bulharského spisovatele a etnografa Vasila Kančova zde v roce 1900 žilo 40 obyvatel, všichni byli makedonské národnosti a křesťanského vyznání.
Již podle sčítání lidu v roce 1971 ve vesnici nikdo nežil. Vesnice je opuštěná do dnešních dnů.
| Rok          | 1900 | 1905 | 1948 | 1953 | 1961 | 1971 | 1981 | 1991 | 1994 | 2002 |
| ------------ | ---- | ---- | ---- | ---- | ---- | ---- | ---- | ---- | ---- | ---- |
| Obyvatelstvo | 40   | 32   | 69   | 81   | 10   | -    | -    | -    | -    | -    |

## Související
- Opština Štip
- Východní region